# 华业公寓
华业公寓又名华业大楼（英語：Cosmpolitian Apartments），是位于上海市静安区陕西北路173号的一处高层公寓，处于陕西北路以西、上海展览中心以东，锦沧文华大酒店以南。1989年，公寓被列为第五批上海市文物保护单位和第一批上海市优秀历史建筑。

## 历史
20世纪30年代初，上海建造商、地产商谭同兴营造厂在哈同花园以东耗费巨资购置土地，用于房地产开发。随后谭同兴营造厂在这块土地的东侧兴建四十余幢新式里弄住宅，西侧兴建华业公寓。华业公寓由中国建筑师李锦沛设计，潘荣记营造厂承建，1932年底动工，1934年落成。由于谭同兴营造厂老板谭干臣的第四子谭敬时任華業信託公司经理，公寓亦以華業信託公司的名义建造，故而得名。建成之后谭干臣及家人搬入公寓8层居住，其余楼层对社会出租。谭干臣去世后，公寓作为遗产的一部分由谭敬继承。中华人民共和国建国后，公寓的产权被政府收回，1956年投入公私合营。1989年，公寓被列为第五批上海市文物保护单位和第一批上海市优秀历史建筑。
华业公寓在落成之时就是一处有名的高档公寓。1945年后，亦有一些文艺界名人居住于此。作家、戏剧家李健吾曾在此短暂居住，后来因为难以负担高额租金而搬出了公寓。1947年，演员金山、张瑞芳夫妇来到上海，于李健吾寓所居住。李健吾迁出后，公寓便转租给了金山、张瑞芳夫妇，不久之后他们亦搬离了公寓。演员王丹凤和俞振飞也曾寓居于华业公寓。

## 建筑
华业公寓占地面积0.2公顷，建筑面积近1万平方米，是一幢混合结构的建筑。公寓由一幢主楼和南、北两幢配楼组成，布局上与三合院类似。主楼和配楼之间由拱廊连通。主楼坐西朝东，平面呈“H”型，四角设有四座角楼。主楼中部为10层，高40余米，从中部向外侧逐渐由10层跌落至8层。两座配楼均为4层。主楼东侧有一块绿地，面积0.25公顷，绿地内设有儿童游乐园。主楼西侧设有车库、配电间等附属设施。
华业公寓是一幢西班牙式的建筑，建筑风格介于折衷主义和现代主义之间。其立面线条简洁，局部装饰细腻：建筑入口处出挑雨棚；立面与天棚镶嵌玻璃砖；建筑顶部做成多面锥状并铺设红瓦，屋檐下有一排拱券装饰带。屋面、檐下乃至门楣、窗楣的装饰均带有西班牙风格的特点。角楼的设置也是模仿了西班牙城堡的特征。
主楼内部设有三部电梯。其底层为服务层，设有门厅和访客室，电梯间位于门厅后面。二至八层为公寓，每层设置两套三室户和两套四室户，共56户。九、十两层为水箱和电梯机房。配楼内有三部主楼梯和两部消防备用梯，自第二层起每层中间设一套二室户和一套三室户，两边各设一套四室户。公寓内每户均有一个大阳台，室内铺设柳安地板，装饰精致，设施齐全。